# Juan Rof Codina
Juan Rof Codina (El Prat de Llobregat, Cataluña, 31 de agosto de 1874 - Lugo, Galicia, 17 de junio de 1967) fue un veterinario español y uno de los principales impulsores de la veterinaria en España. Padre del prestigioso médico y ensayista Juan Rof Carballo.

## Biografía
Tercer hijo de una modesta familia catalana, su padre tenía un taller de herrería y cerrajería. Juan Rof Codina se vio obligado a dejar la escuela para ayudar a su padre en el taller. Sin embargo y animado por su madre, se desplazó a Madrid para estudiar en la Escuela Superior de Veterinaria y trabajó de mancebo en una farmacia para costearse los gastos.
En 1898 ingresa, por oposición, en el Cuerpo de veterinaria Militar, con el número 3 de su promoción, y es destinado a Lugo. Su presencia en la Galicia rural le hace familiarizarse con las enfermedades más difundidas en la época, como la fiebre aftosa y el carbunco bacteriano. Pronto empezará a escribir artículos para tratar de difundir buenas prácticas en cuanto a higiene. También difundirá los resultados obtenidos por el químico francés Louis Pasteur en sus investigaciones sobre el carbunco bacteriano.
En 1901, tras un problema disciplinario con un superior, es trasladado a Granada, pero conseguirá regresar al año siguiente. No obstante, tras ascender al grado de veterinario primero, asimilado a capitán, solicitará la excedencia. En Lugo creó una clínica en la que difundió diversos tipos de vacuna y en 1906 creó la Gran Clínica Veterinaria, la primera de España en su género -en la que contó con la colaboración del pintor y político republicano Tiberio Ávila, maestro de Pablo Picasso-, y el Instituto Pasteur le cedió su representación en Galicia y Asturias. Sería también uno de los más destacados participantes de la famosa tertulia del Hotel Méndez Núñez, junto a otros reconocidos lucenses como Ánxel Fole, Luis Pimentel o Manuel María.
Juan Rof Codina fue también un decidido agrarista y participó en varias iniciativas destinadas a difundir el asociacionismo agrario. En 1909 obtuvo el puesto de Inspector Provincial de Higiene y se trasladó a La Coruña, donde ejerció el cargo durante más de veinte años. 
Allí, de 1916 a 1926, desarrolló una fructífera colaboración con quien fuera compañero de armas, Marcelino Ramírez García (1864-1940) veterinario militar y médico riojano que ostentó durante esos años la jefatura de veterinaria militar de la 8.ª Región Militar (Galicia). Ramírez colaboró con Rof en la Cátedra ambulante del Consejo provincial de Fomento, dando ambos numerosas conferencias a agricultores y ganaderos sobre Salud Pública y mejora pecuaria. También fueron requeridos para actuar ante diversas epizootias. Ramírez fue, además, médico, director y Presidente de la Junta Facultativa del dispensario antituberculoso de La Coruña.
A lo largo de su vida Rof escribió una ingente cantidad de artículos destinados a difundir las nuevas teorías en los terrenos de la agricultura y la ganadería. Fue colaborador habitual de diferentes medios ("La Vanguardia", "La Voz de Galicia" o "El Progreso" de Lugo, entre otros).
Entre sus obras se pueden destacar las siguientes: Galicia Pecuaria (1927), El color de la yema de huevo de gallina (1951), La avicultura en Galicia (1952) o Nociones de avicultura (1962).
Durante los años 20 fue valorada la posibilidad de derribar la Muralla de Lugo, hoy declarada Patrimonio de la Humanidad, para favorecer así el crecimiento de la ciudad y emplear el material de piedra en puertos como el de La Coruña o Ferrol. Rof Codina, contrario a dicha iniciativa, se las ingenió para disuadir a los impulsores de la idea al facilitar un cálculo detallado de los carros tradicionales que serían necesarios para llevar a cabo la operación y el espacio físico necesario para la misma.
Durante la Dictadura de Primo de Rivera es expedientado y destinado a Córdoba, a causa de haber organizado la X Comida Veterinaria en honor de su amigo Félix Gordón Ordás, militante republicano, desterrado en la aldea orensana de Ponte-Barxas. Las continuas protestas desde el mundo agrícola y la gran cantidad de telegramas que recibió el ministro en solidaridad con Rof Codina, llevaron a éste a anular dicha sanción.
En 1932 es nombrado por el propio Gordón Ordás, por entonces ministro de Industria y Comercio, y futuro embajador de España en México durante la Guerra Civil y presidente del Gobierno de la República en el exilio, para dirigir la recién creada Inspección General Veterinaria en Madrid. Desde ese puesto, se centró en el desarrollo y dignificación de la ganadería. Un año más tarde, sería el gran artífice del éxito de la Sección de España en el V Congreso Mundial de Avicultura y Cunicultura, celebrado en Roma en 1933 en presencia de Mussolini, quien felicitó personalmente a la delegación española por la calidad de su trabajo.
El inicio de la guerra civil española le sorprende en la ciudad alemana de Leipzig, donde se encontraba con motivo de la celebración del VI Congreso Mundial de Avicultura y Cunicultura. Al conocer el levantamiento pone rumbo de vuelta a España. Permaneció trabajando en su puesto en Madrid durante toda la guerra. Tras la entrada de las tropas de Franco en Madrid y el fin de la contienda, el régimen franquista le expedientó y fue condenado al destierro en Tenerife, isla en la que permanecerá hasta 1941, fecha en la que regresó de nuevo a Lugo. En su ciudad de adopción se jubiló en 1944. Sin embargo, permaneció activo a través de la Cátedra de Divulgación Pecuaria de Galicia que él mismo crea, hasta la fecha de su muerte a los noventa y tres años. En sus últimos años fue nombrado Lucense del Año (1964) -en lo que fue la primera edición que se realizó de dicha distinción, la cual ha seguido teniendo continuidad a lo largo de las décadas- y le fue concedida la Medalla de Oro de la Asociación Nacional Veterinaria (1965).
La mayor parte de su obra original y de su biblioteca personal, de gran valor, fue donada por su hija Carmen Rof Carballo a la Fundación Rof Codina -creada en 1994 y vinculada a la Universidad de Santiago de Compostela (USC)- donde se halla en la actualidad, en el campus universitario de Lugo. También da nombre al Hospital Veterinario Universitario Rof Codina de Lugo, así como a una calle de dicha ciudad, a otra de la localidad de Monforte de Lemos y a unos jardines de su localidad natal, El Prat de Llobregat (Barcelona).
En 2022 fue designado como Científico Gallego del Año por parte de la Academia Gallega de Ciencias.